# Forsthaus Waldhusen

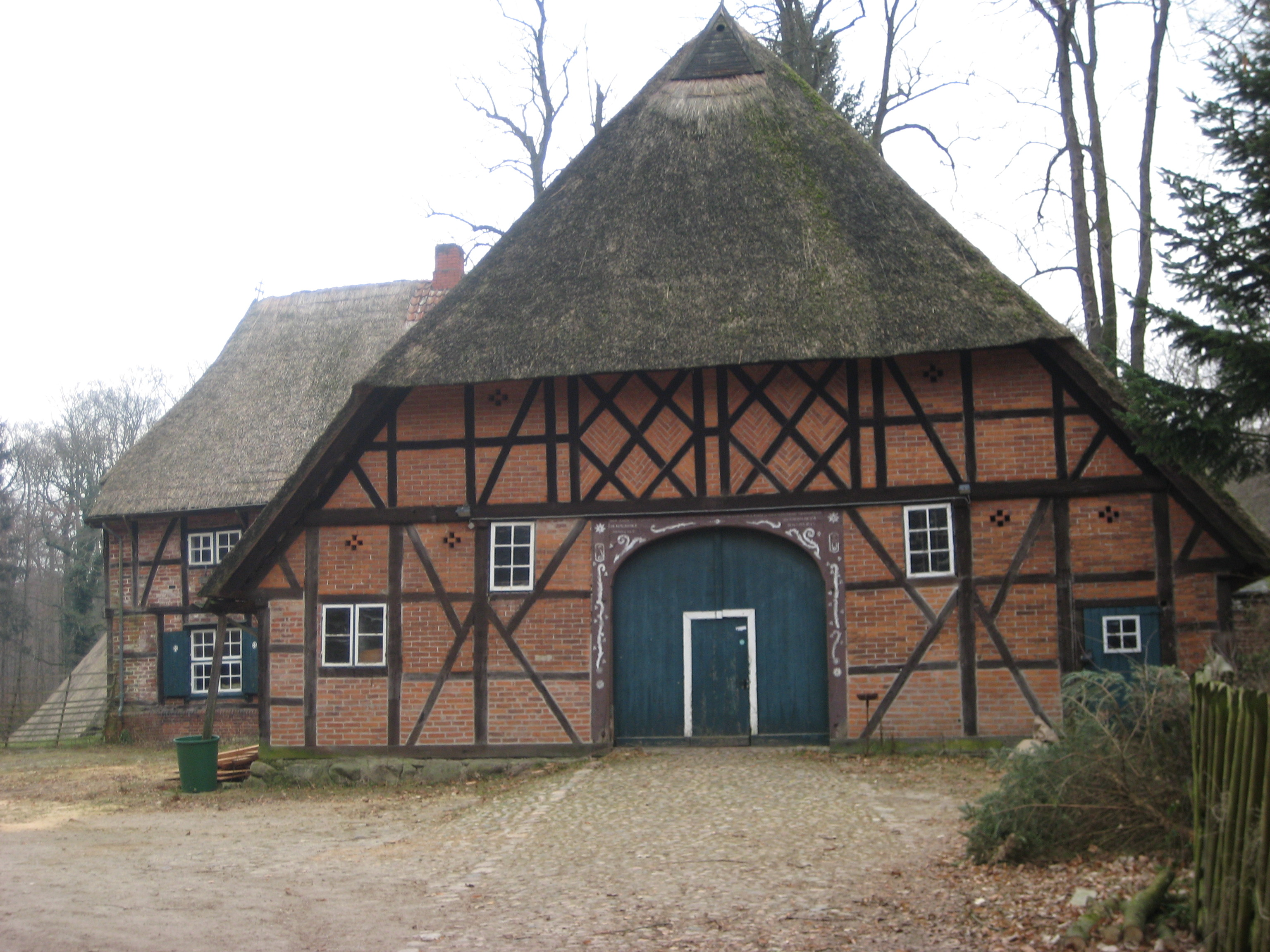
Das Forsthaus Waldhusen im Januar 2008, Hauptgebäude von 1765

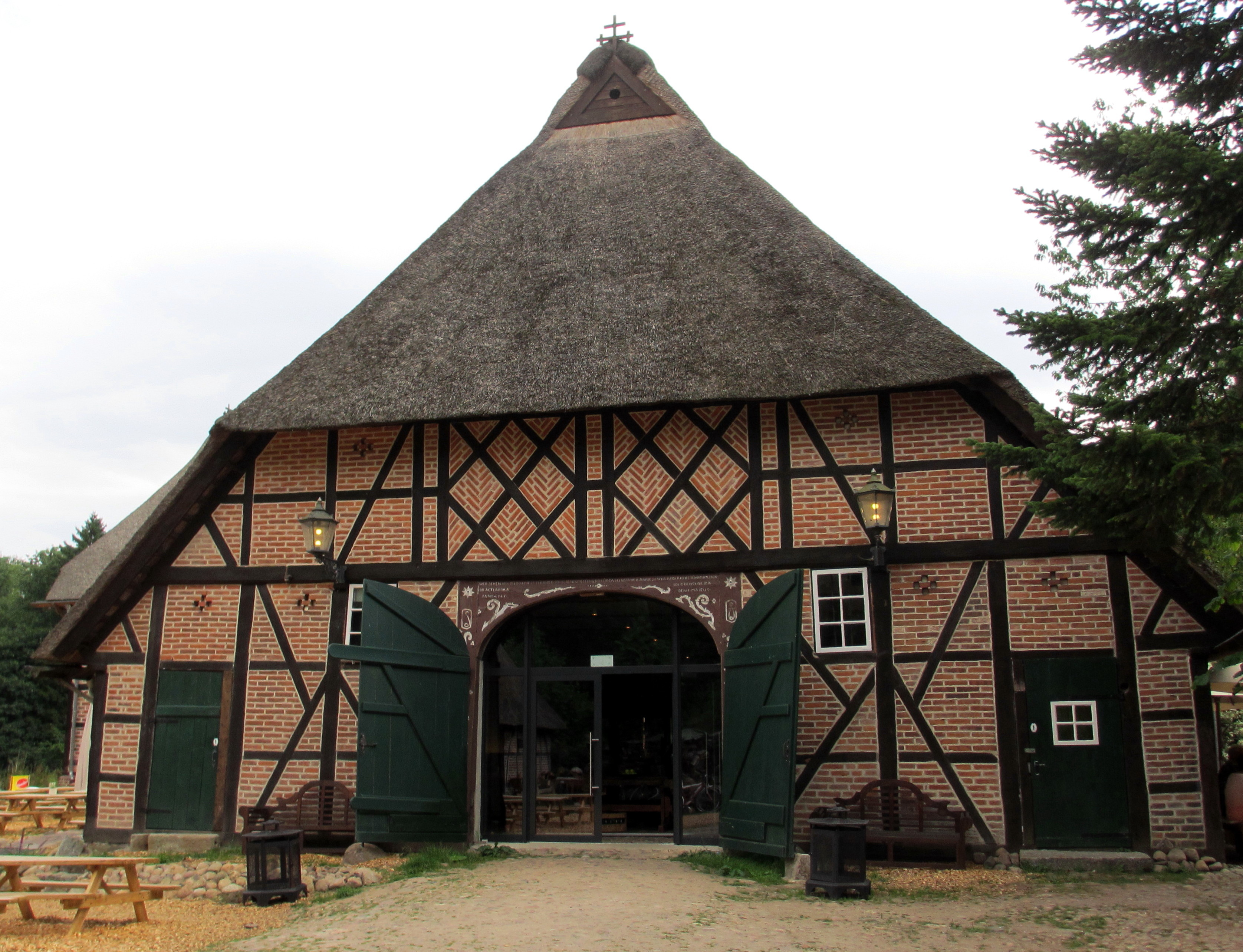
Das Forsthaus im August 2013, nach der Sanierung und Eröffnung als Gastronomiebetrieb

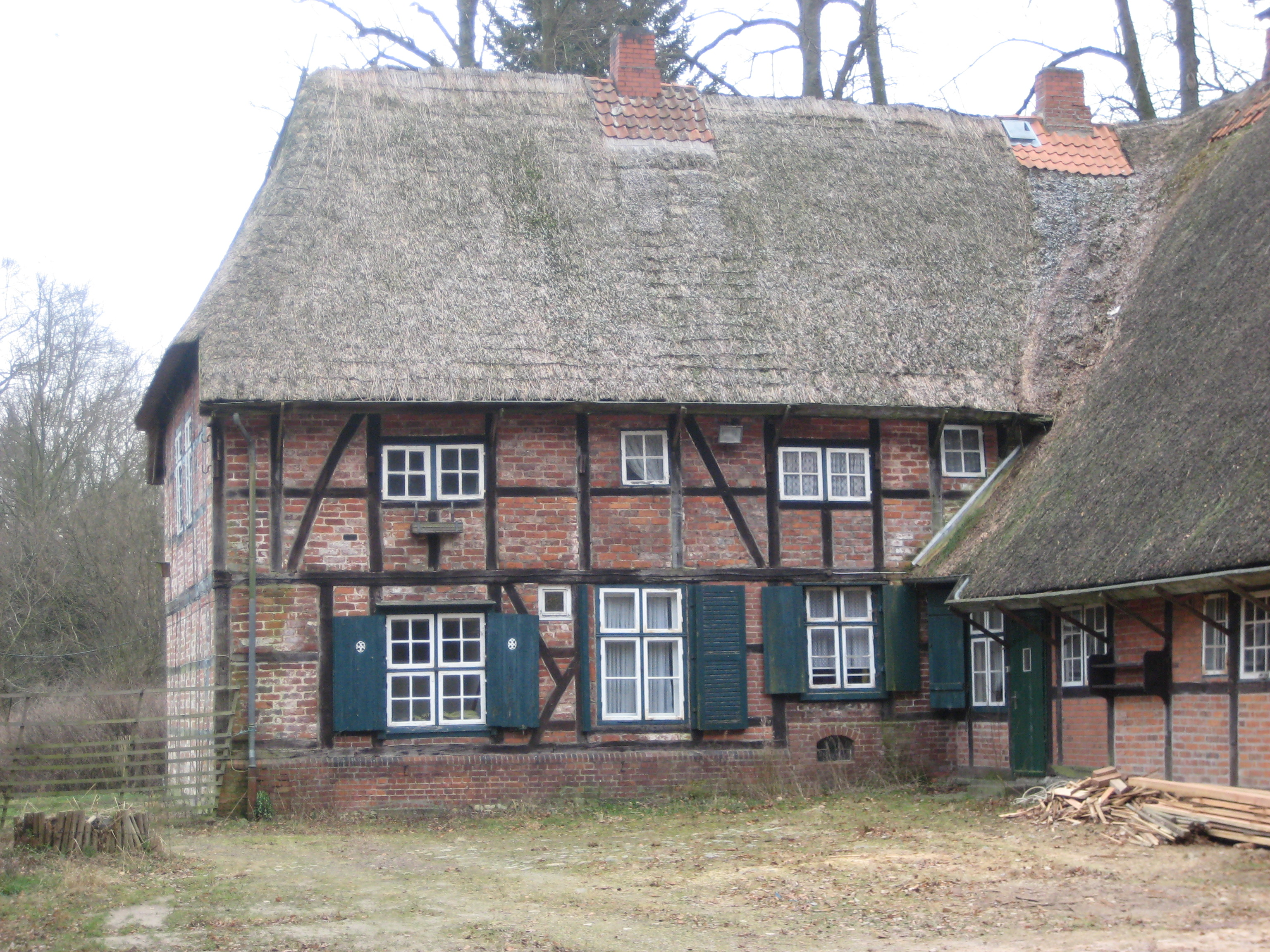
Anbau aus dem Jahr 1807 (2008)

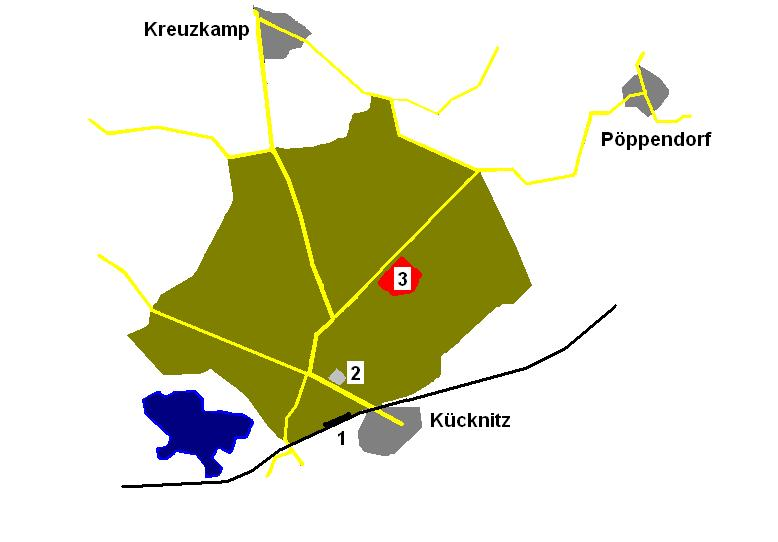
Lageplan des Waldhusener Forsts; das Forsthaus ist Nr. 2.

Das Forsthaus Waldhusen ist ein unter Denkmalschutz stehender Gebäudekomplex im Stadtteil Kücknitz der Hansestadt Lübeck in Schleswig-Holstein. Zu ihm gehören eine Kate vermutlich aus dem zweiten Jahrzehnt des 18. Jahrhunderts und das Forsthaus von 1765. Literaturhistorische Bedeutung erhielt es durch Emanuel Geibel.
Das Forsthaus war einer der ältesten bestehenden Dienstsitze eines Försters in Deutschland. Es war Sitz der Oberförsterei der Stiftung St. Johannis-Jungfrauenkloster, die aus nach der Reformation aus dem 1173 gestifteten St. Johanniskloster (Lübeck) hervorging und als Damenstift für alleinstehende bedürftige Frauen ab 50 Jahren in der Dr.-Julius-Leber-Straße (früher Johannisstraße) in Lübeck nach wie vor fortbesteht. Die Stiftung öffentlichen Rechts wird seit 1939 von der Stadt Lübeck verwaltet. Neben den Stiftsgebäuden und dem Forsthaus gehören ihr umfangreiche Forsten, darunter der Waldhusener Forst.
Das Forsthaus liegt im südsüdöstlichen Bereich des Waldhusener Forsts am Waldhusener Weg, nordöstlich des 14 Hektar großen Waldhusener Moorsees, nördlich der Bahnstrecke Lübeck–Lübeck-Travemünde Strand sowie der Bundesstraße 75 und westlich des Friedhofs Waldhusen.

## Geschichte
Seit 1715 wurde der Waldhusener Forst von einem Holzvogt betreut. Er bezog eine bis heute erhaltene Kate. Zu seinen Aufgaben gehörte es, den Diebstahl von Holz sowie Rodungen zu verhindern. Ab 1743 wurde die Beweidung des Niederwaldgebietes eingeschränkt und danach zunehmend weiter beschränkt. Allerdings war bei der Bevölkerung der umliegenden Dörfer nur geringe Einsicht für diese Einschränkungen ihrer hergebrachten Rechte gegeben. So ermöglichte erst die Verkoppelung 1815 den Beginn einer großflächigen Forstkultur nach heutigem Verständnis. Bereits ab 1806 wurden ausgebildete Förster beschäftigt. Der Hochwald heutiger Form wie auch die Nadelwaldbestände beruhen auf diesen waldwirtschaftlichen Maßnahmen des 19. Jahrhunderts. Während der Arbeitslosigkeit in der Zeit der Weimarer Republik wurde durch den Einsatz von Arbeitskräften aus der Produktiven Erwerbslosenfürsorge nach den damaligen Vorstellungen der Waldumbau vom Herrschaftswald zum Volkspark vorgenommen, wodurch der Forst auch zum Erholungswald wurde.
1765 wurde das Forsthaus als Wohn- und Dienstsitz gebaut. Es ist ein mit Reet gedecktes Fachwerkhaus im Stil eines niedersächsischen Bauernhauses mit einer Grundfläche von 360 Quadratmetern. 1807 erhielt das Gebäude einen repräsentativen Anbau, außerdem wurde die am Haus liegende Fläche parkähnlich gestaltet. Im Backsteinmauerwerk, das mit Klosterformat-Ziegeln aus Abbrüchen mittelalterlicher Bausubstanz in der Lübecker Altstadt ausgeführt wurde, finden sich Ziermotive wie der Bauerntanz, also in Ziegel gemauerte Andreaskreuze.
Die 14 Forstleute, die von 1765 bis 2006 im Forsthaus ihren Dienst versahen und darin lebten, waren entsprechend den wechselnden Organisationsformen der Forstverwaltung in unterschiedlichen Zuständigkeitsbereichen tätig. Das Forsthaus diente seit dem Neubau bis 1806 als Försterei für den Wald Waldhusen, bis 1875 als Oberförsterei des St. Johannisklosters, anschließend bis 1909 als Teil der Revierförsterei Israelsdorf der Försterei Waldhusen. Von 1909 bis 1919 war es Oberförsterei der vereinigten klösterlichen und städtischen Forsten; bis 1934 wirtschaftete die Försterei selbstständig im Lübecker Revierförstersystem. Seit 1934 ist das Forsthaus eine Revierförsterei des Stadtforstamtes Lübeck, das inzwischen Bereich Stadtwald heißt.
Prominenter zeitweiliger Bewohner des Hauses war der in Lübeck geborene Lyriker Emanuel Geibel, der darin Mitte des 19. Jahrhunderts mehrfach seine Sommerfrische verbrachte. Carl Hermann Haug, Oberförster von 1840 bis 1875, war sein Freund und stellte dem Dichter einen Raum im Obergeschoss zur Verfügung, das als „Geibel-Zimmer“ bezeichnet wird. Geibel schuf dort 1847 das Gedicht Aus dem Walde, dessen erste Strophe lautet Mit dem alten Förster heut/bin ich durch den Wald gegangen, / während hell im Festgeläut / aus dem Dorf die Glocken klangen. Haug war ein bedeutender Hobbyarchäologe und grub beispielsweise 1843 das Hünengrab in seinem Wald aus, wenig später auch das in Blankensee. In dieser Zeit wuchs Johannes Nöhring im Forsthaus auf.
Der letzte Förster, der ab 1965 im Forsthaus lebte, war der Forstamtmann Hans Rathje Reimers. Nachdem er 2006 in den Ruhestand gegangen war, wurde das Forsthaus nicht mehr bewohnt. Zu diesem Zeitpunkt stand der Verkauf, der von der Stiftungsverwaltung des St. Johannis-Jungfrauenklosters aus finanziellen Gründen erwogen wurde, bereits zur Diskussion.
Im Juni 2006 richteten 15 Vereine, Verbände und Organisationen ein Stadtteilfest am Forsthaus aus, um dem Wunsch der Kücknitzer nach einem Erhalt Nachdruck zu verleihen. Im Januar 2007 wurde der Verkauf zunächst gestoppt, was die im Oktober 2006 gegründete Gesellschaft der Freunde des Stadtwaldes als ihren Erfolg wertete. Konzepte alternativer Nutzung, die die Gesellschaft der Freunde des Stadtwaldes vorlegte, ließen sich aus finanziellen Gründen nicht verwirklichen. Die Stadt Lübeck lehnte eine Übernahme des Forsthauses, dessen Sanierungsbedarf auf mindestens 400.000 Euro geschätzt wurde, ab. Anfang Januar 2008 wurde die endgültige Entscheidung bekannt, das Forsthaus zu verkaufen.
Im Juli 2008 beschloss die Lübecker Bürgerschaft den Verkauf des Gebäudeensembles an ein Lübecker Kaufleuteehepaar. Es sanierte die Gebäude für eine Nutzung zum Wohnen und für gastronomische und touristische Zwecke. Die Sanierung war 2013 abgeschlossen; im Juni 2013 wurde das Forsthaus als Gastronomiebetrieb eröffnet. Nach Betreiberwechseln und einer zeitweiligen Nutzung als „Eventlocation“ wurde das Haus 2017 unter neuem Namen als Restaurant wiedereröffnet.

## Weitere Forstgebiete in Lübeck
Weitere Stadtforste sind das Lauerholz, der Forst Falkenhusen an der Wakenitz und der Forst Blankensee, beide im Stadtteil St. Jürgen.